# A magyar pengő pénzérméi
A magyar pengő pénzérméi a pengőkészpénz részét alkották. Kezdetben a pengőérmék ezüstből készültek, hogy kifejezzék a korona inflációja után bevezetett új pénz stabilitását és értékállóságát. Később, a háború idején ezeket az érméket bevonták, s előbb papírpénzeket, majd alumíniumérméket vezettek be a helyükre. 1945 végére a hiperinfláció miatt a pengőérmék teljesen elvesztették értéküket.

## Háború előtti veretek (1926-1940)
A pénzérméket a magyar állam bocsátotta ki, forgalombahozataluk a Magyar Nemzeti Bankon keresztül történt. A második világháború előtt a fillérérmék bronzból (1 és 2 f), illetve kupronikkelből (10, 20 és 50 f) készültek, a pengősök (1, 2 és 5 P) pedig 640 ezrelékes finomságú ezüstből. A pénzveréshez szükséges fémek forrása részben saját forrásból (régi érmék), részben importból származott. Az érmék az Üllői úti Magyar Királyi Állami Pénzverőben készültek.
Legelőször a fillérek és az egypengős került forgalomba, ezek készítésére pályázatot írtak ki. Később jelent meg az ötpengős, melyet csak alkalmanként vertek és Horthy Miklós kormányzó mellképét viselték (Horthy ötösök). Jeles évfordulókon két- és ötpengős emlékpénzeket vertek több százezres mennyiségben, ezek az érmék forgalomba is kerültek. Az érmék egységes, barokkos stílusban készültek, legfontosabb tervezőik: Pálinkás János, Berán Lajos és Reményi József.
Habár a pengő aranyalapú valuta volt, és a kibocsátandó aranyérmék (10 és 20 P) paramétereit törvényben rögzítették, sőt, próbavereteik is elkészültek, a gazdasági világválság miatt ezek nem kerültek forgalomba.
| Kép                                            | Kép                            | Névérték                       | Műszaki paraméterek            | Műszaki paraméterek            | Műszaki paraméterek            | Műszaki paraméterek            | Leírás                         | Leírás                                                                  | Leírás                                                                                         | Dátumok                        | Dátumok                        | Dátumok                        |
| Előlap                                         | Hátlap                         | Névérték                       | Átmérő                         | Vastagság                      | Tömeg                          | Összetétel                     | Perem                          | Előlap                                                                  | Hátlap                                                                                         | Első veret                     | Kibocsátás                     | Visszavonás                    |
| Háború előtti forgalmi veretek                 | Háború előtti forgalmi veretek | Háború előtti forgalmi veretek | Háború előtti forgalmi veretek | Háború előtti forgalmi veretek | Háború előtti forgalmi veretek | Háború előtti forgalmi veretek | Háború előtti forgalmi veretek | Háború előtti forgalmi veretek                                          | Háború előtti forgalmi veretek                                                                 | Háború előtti forgalmi veretek | Háború előtti forgalmi veretek | Háború előtti forgalmi veretek |
| ---------------------------------------------- | ------------------------------ | ------------------------------ | ------------------------------ | ------------------------------ | ------------------------------ | ------------------------------ | ------------------------------ | ----------------------------------------------------------------------- | ---------------------------------------------------------------------------------------------- | ------------------------------ | ------------------------------ | ------------------------------ |
|                                                |                                | 1 f                            | 17,0 mm                        | 1,0 mm                         | 1,66 g                         | 95% Cu 4% Sn 1% Zn             | Sima                           | MAGYAR KIRÁLYSÁG, Szent Korona, verési évszám                           | Értékjelzés, verdejegy                                                                         | 1926.                          | 1926. december 27.             | 1945. december 31.             |
|                                                |                                | 2 f                            | 19,0 mm                        | 1,5 mm                         | 3,33 g                         | 95% Cu 4% Sn 1% Zn             | Sima                           | MAGYAR KIRÁLYSÁG, Szent Korona, verési évszám                           | Értékjelzés, verdejegy                                                                         | 1926.                          | 1926. december 27.             | 1945. december 31.             |
|                                                |                                | 10 f                           | 19,0 mm                        | 1,5 mm                         | 3,0 g                          | 75% Cu 25% Ni                  | Sima                           | MAGYAR KIRÁLYSÁG, Szent Korona, verési évszám                           | Értékjelzés, verdejegy                                                                         | 1926.                          | 1926. december 27.             | 1942. április 31.              |
|                                                |                                | 20 f                           | 21,0 mm                        | 1,6 mm                         | 4,0 g                          | 75% Cu 25% Ni                  | Sima                           | MAGYAR KIRÁLYSÁG, Szent Korona, verési évszám                           | Értékjelzés, verdejegy                                                                         | 1926.                          | 1926. december 27.             | 1942. április 31.              |
|                                                |                                | 50 f                           | 22,0 mm                        | 1,7 mm                         | 5,0 g                          | 75% Cu 25% Ni                  | Recés                          | MAGYAR KIRÁLYSÁG, Szent Korona, verési évszám                           | Értékjelzés, verdejegy                                                                         | 1926.                          | 1926. december 27.             | 1942. április 31.              |
|                                                |                                | 1 P                            | 23,0 mm                        | 1,5 mm                         | 5,0 g                          | 640‰ Ag                        | Motívumok                      | MAGYAR KIRÁLYSÁG, címer, verési évszám                                  | Értékjelzés, verdejegy                                                                         | 1926.                          | 1926. december 27.             | 1942. január 31.               |
|                                                |                                | 2 P                            | 27,0 mm                        | 2,1 mm                         | 10,0 g                         | 640‰ Ag                        | Motívumok                      | MAGYAR KIRÁLYSÁG, angyalos címer, értékjelzés, verdejegy                | MAGYARORSZÁG VÉDASSZONYA, Madonna a gyermek Jézussal, verési évszám                            | 1929.                          | 1930. június 25.               | 1942. január 31.               |
|                                                |                                | 5 P                            | 36,0 mm                        | 3,0 mm                         | 25,0 g                         | 640‰ Ag                        | Motívumok                      | MAGYAR KIRÁLYSÁG, angyalos címer, értékjelzés, verdejegy, verési évszám | VITÉZ NAGYBÁNYAI HORTHY MIKLÓS MAGYARORSZÁG KORMÁNYZÓJA, Horthy Miklós                         | 1938.                          | 1939. március 15.              | 1945. október 31.              |
| Háború előtti forgalmi emlékveretek            |                                |                                |                                |                                |                                |                                |                                |                                                                         |                                                                                                |                                |                                |                                |
|                                                |                                | 2 P                            | 27,0 mm                        | 2,1 mm                         | 10,0 g                         | 640‰ Ag                        | Motívumok                      | MAGYAR KIRÁLYSÁG, címer, értékjelzés, verési évszám, verdejegy          | A 300 ÉVES KIR PÁZMÁNY PÉTER TUD EGYETEM ALAPÍTÁSÁNAK EMLÉKÉRE, Pázmány Péter két diákkal      | 1935.                          | 1935. szeptember 25.           | 1942. január 31.               |
|                                                |                                | 2 P                            | 27,0 mm                        | 2,1 mm                         | 10,0 g                         | 640‰ Ag                        | Motívumok                      | MAGYAR KIRÁLYSÁG, címer, értékjelzés, verési évszám, verdejegy          | II RÁKÓCZI FERENC 1676-1735, II. Rákóczi Ferenc                                                | 1935.                          | 1935. december 31.             | 1942. január 31.               |
|                                                |                                | 2 P                            | 27,0 mm                        | 2,1 mm                         | 10,0 g                         | 640‰ Ag                        | Motívumok                      | MAGYAR KIRÁLYSÁG, címer, értékjelzés, verési évszám, verdejegy          | LISZT FERENC A NAGY MAGYAR ZENEKÖLTŐ EMLÉKÉRE, 1811-1886, Liszt Ferenc                         | 1936.                          | 1936. augusztus 10.            | 1942. január 31.               |
|                                                |                                | 5 P                            | 36,0 mm                        | 3,0 mm                         | 25,0 g                         | 640‰ Ag                        | Recés                          | MAGYAR KIRÁLYSÁG, angyalos címer, értékjelzés, verdejegy                | VITÉZ NAGYBÁNYAI HORTHY MIKLÓS KORMÁNYZÓSÁGÁNAK 10 ÉVFORDULÓJÁRA, Horthy Miklós, verési évszám | 1930.                          | 1930. június 25.               | 1945. október 31.              |
|                                                |                                | 5 P                            | 36,0 mm                        | 3,0 mm                         | 25,0 g                         | 640‰ Ag                        | Motívumok                      | MAGYAR KIRÁLYSÁG, címer, értékjelzés, verdejegy, verési évszám          | SZT ISTVÁN, 969-1038, I. István                                                                | 1938.                          | 1938. augusztus 12.            | 1945. október 31.              |
| A képeken 2,5 pixel felel meg 1 milliméternek. |                                |                                |                                |                                |                                |                                |                                |                                                                         |                                                                                                |                                |                                |                                |

## Háború alatti veretek (1940-1944)
A háború következtében a kormány bevonatta az ezüstpénzeket (tartva a lakosság tezaurálásától), helyettük bankjegyek, illetve alumínium pénzérmék kerültek forgalomba. Később a kupronikkel 10, 20 és 50 filléreseket is bevonták, mivel a pénzek anyagára szükség volt a hadászatban, majd a bronz egy- és kétfilléresek is eltűntek a forgalomból. A filléreket ezután acélból verték, majd – mivel a háború előrehaladtával az acél is túl értékes hadifémmé vált – a kétfillérest cinkből. A háború idején vert pénzeket Berán Lajos tervezte.
| Kép                                            | Kép                            | Névérték                       | Műszaki paraméterek            | Műszaki paraméterek            | Műszaki paraméterek            | Műszaki paraméterek            | Leírás                         | Leírás                                                                  | Leírás                                                                                               | Dátumok                        | Dátumok                        | Dátumok                        |
| Előlap                                         | Hátlap                         | Névérték                       | Átmérő                         | Vastagság                      | Tömeg                          | Összetétel                     | Perem                          | Előlap                                                                  | Hátlap                                                                                               | Első veret                     | Kibocsátás                     | Visszavonás                    |
| Háború alatti forgalmi veretek                 | Háború alatti forgalmi veretek | Háború alatti forgalmi veretek | Háború alatti forgalmi veretek | Háború alatti forgalmi veretek | Háború alatti forgalmi veretek | Háború alatti forgalmi veretek | Háború alatti forgalmi veretek | Háború alatti forgalmi veretek                                          | Háború alatti forgalmi veretek                                                                       | Háború alatti forgalmi veretek | Háború alatti forgalmi veretek | Háború alatti forgalmi veretek |
| ---------------------------------------------- | ------------------------------ | ------------------------------ | ------------------------------ | ------------------------------ | ------------------------------ | ------------------------------ | ------------------------------ | ----------------------------------------------------------------------- | --- | ------------------------------ | ------------------------------ | ------------------------------ |
|                                                |                                | 2 f                            | 19,0 mm                        | 1,6 mm                         | 3,33 g                         | 100% Fe                        | Sima                           | MAGYAR KIRÁLYSÁG, Szent Korona, verési évszám                           | Értékjelzés, verdejegy                                                                               | 1940.                          | 1940. november 4.              | 1941. április 30.              |
|                                                |                                | 2 f                            | 19,0 mm                        | 1,6 mm                         | 3,33 g                         | 100% Fe                        | Rovátkolt, széle sima          | MAGYAR KIRÁLYSÁG, Szent Korona, verési évszám                           | Értékjelzés, verdejegy                                                                               | 1940.                          | 1941. január 20.               | 1945. december 31.             |
|                                                |                                | 2 f                            | 17,0 mm                        | 2,0 mm                         | 2,0 g                          | 100% Zn                        | Sima                           | MAGYAR KIRÁLYSÁG, Szent Korona, verési évszám                           | Értékjelzés, verdejegy                                                                               | 1943.                          | 1943. február 17.              | 1945. december 31.             |
|                                                |                                | 10 f                           | 20,0 mm                        | 1,4 mm                         | 3,0 g                          | 100% Fe                        | Sima                           | MAGYAR KIRÁLYSÁG, Szent Korona, verési évszám                           | Értékjelzés, verdejegy                                                                               | 1940.                          | 1940. november 4.              | 1945. december 31.             |
|                                                |                                | 20 f                           | 21,0 mm lyuk: 5,0 mm           | 1,7 mm                         | 3,6 g                          | 100% Fe                        | Sima                           | MAGYAR KIRÁLYSÁG, Szent Korona, verési évszám                           | Értékjelzés, verdejegy                                                                               | 1941.                          | 1941. november 11.             | 1945. december 31.             |
|                                                |                                | 1 P                            | 23,7 mm                        | 1,6 mm                         | 1,5 g                          | 100% Al                        | Recés                          | MAGYAR KIRÁLYSÁG, címer                                                 | Értékjelzés, verdejegy, verési évszám                                                                | 1941.                          | 1941. június 9.                | 1945. december 31.             |
|                                                |                                | 2 P                            | 28,0 mm                        | 2,3 mm                         | 2,8 g                          | 100% Al                        | Recés                          | MAGYAR KIRÁLYSÁG, címer, verési évszám                                  | Értékjelzés, verdejegy                                                                               | 1941.                          | 1941. június 9.                | 1945. december 31.             |
|                                                |                                | 2 P                            | 28,0 mm                        | 2,3 mm                         | 2,8 g                          | 100% Al                        | Recés                          | MAGYAR KIRÁLYSÁG, címer, verési évszám                                  | Értékjelzés (verőtő változat), verdejegy                                                             | 1941.                          | 1941                           | 1945. december 31.             |
| Háború alatti forgalmi emlékveret              |                                |                                |                                |                                |                                |                                |                                |                                                                         | |                                |                                |                                |
|                                                |                                | 5 P                            | 36,0 mm                        | 2,6 mm                         | 6,0 g                          | 100% Al                        | Recés                          | MAGYAR KIRÁLYSÁG, angyalos címer, értékjelzés, verdejegy, verési évszám | VITÉZ NAGYBÁNYAI HORTHY MIKLÓS MAGYARORSZÁG KORMÁNYZÓJA SZÜLETÉSÉNEK 75 ÉVFORDULÓJÁRA, Horthy Miklós | 1943.                          | 1943. június 8.                | 1945. október 31.              |
| A képeken 2,5 pixel felel meg 1 milliméternek. |                                |                                |                                |                                |                                |                                |                                |                                                                         | |                                |                                |                                |

## Háború utáni veretek (1945)
A háború után mindössze egy alumínium ötpengőst hozott forgalomba az új magyar kormány. Bár tervezték új kétpengősök kibocsátását is, csak a próbaveret készült el. Az egyre súlyosabb infláció miatt 1945 végén az összes fémpénzt kivonták a forgalomból.
| Kép                                            | Kép                         | Névérték                    | Műszaki paraméterek         | Műszaki paraméterek         | Műszaki paraméterek         | Műszaki paraméterek         | Leírás                      | Leírás                                       | Leírás                             | Dátumok                     | Dátumok                     | Dátumok                     |
| Előlap                                         | Hátlap                      | Névérték                    | Átmérő                      | Vastagság                   | Tömeg                       | Összetétel                  | Perem                       | Előlap                                       | Hátlap                             | Első veret                  | Kibocsátás                  | Visszavonás                 |
| Háború utáni forgalmi veret                    | Háború utáni forgalmi veret | Háború utáni forgalmi veret | Háború utáni forgalmi veret | Háború utáni forgalmi veret | Háború utáni forgalmi veret | Háború utáni forgalmi veret | Háború utáni forgalmi veret | Háború utáni forgalmi veret                  | Háború utáni forgalmi veret        | Háború utáni forgalmi veret | Háború utáni forgalmi veret | Háború utáni forgalmi veret |
| ---------------------------------------------- | --------------------------- | --------------------------- | --------------------------- | --------------------------- | --------------------------- | --------------------------- | --------------------------- | -------------------------------------------- | ---------------------------------- | --------------------------- | --------------------------- | --------------------------- |
|                                                |                             | 5 P                         | 32,0 mm                     | 2,6 mm                      | 4,5 g                       | 100% Al                     | Recés                       | Címer, értékjelzés, verdejegy, verési évszám | MAGYAR ÁLLAMI VÁLTÓPÉNZ, Országház | 1945.                       | 1945. szeptember 1.         | 1945. december 31.          |
| A képeken 2,5 pixel felel meg 1 milliméternek. |                             |                             |                             |                             |                             |                             |                             |                                              |                                    |                             |                             |                             |